# Еллі Сімпсон
Еллі Сімпсон (англ. Alli Simpson; нар. 24 квітня 1998, Голд-Кост, Австралія) — модель, співачка і блогерка. 
Має брата Коді Сімпсона.

## Фільмографія

### Фільми
| Рік  | Назва                                    | Роль | Примітка |
| ---- | ---------------------------------------- | ---- | -------- |
| 1998 | 12 Dogs of Christmas: Great Puppy Rescue | Еллі |          |

### Телебачення
| Рік  | Назва               | Роль                         | Епізоди і примітки |
| ---- | ------------------- | ---------------------------- | ------------------ |
| 2012 | Piper's QUICK Picks | Сама себе                    |                    |
| 2012 | Припанковані        | Сама себе (Родина Сімпсонів) |                    |
| 2012 | В пошуках Коді      | Сама себе                    |                    |

## Дискографія

### Сингли
- «Why I'm Single» (2013)
- «Notice Me» (2013)